# 오를레앙 대성당

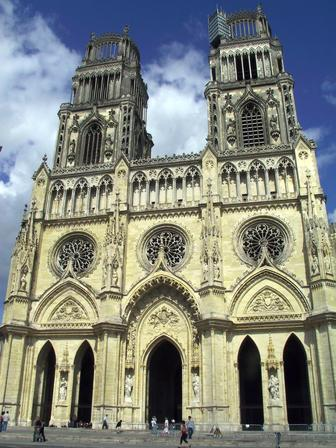
오를레앙 대성당

오를레앙 대성당 또는 오를레앙 주교좌 성당은 프랑스 오를레앙에 있는 로마 가톨릭교회의 고딕 양식 대성당이다. 정식 명칭은 오를레앙의 성 십자가 주교좌 성당(프랑스어: Cathédrale Sainte-Croix d'Orléans)이다. 현재 오를레앙 주교좌가 있으며, 1278년에 공사를 시작해 1329년에 완공하였다. 1568년 대성당의 일부가 파손되어 1601년부터 1829년에 걸쳐 복원 공사를 하였다.
오를레앙 대성당은 성인 잔 다르크와의 인연으로 유명한 장소이다. 잔 다르크는 1429년 5월 2일 오를레앙 공성전에서 승전한 후 이곳 오를레앙 대성당에서 거행된 저녁 미사에 참례하였다.
오를레앙 대성당의 스테인드글래스 창문에는 성인 잔 다르크의 일대기가 묘사되어 있다.